# 烏爾克站
烏爾克站（法語：Ourcq）是巴黎地鐵的一個地鐵站，服務巴黎地鐵5號線。烏爾克站這一站名是來自於烏爾克河。烏爾克河通過烏爾克河和塞納河相連。

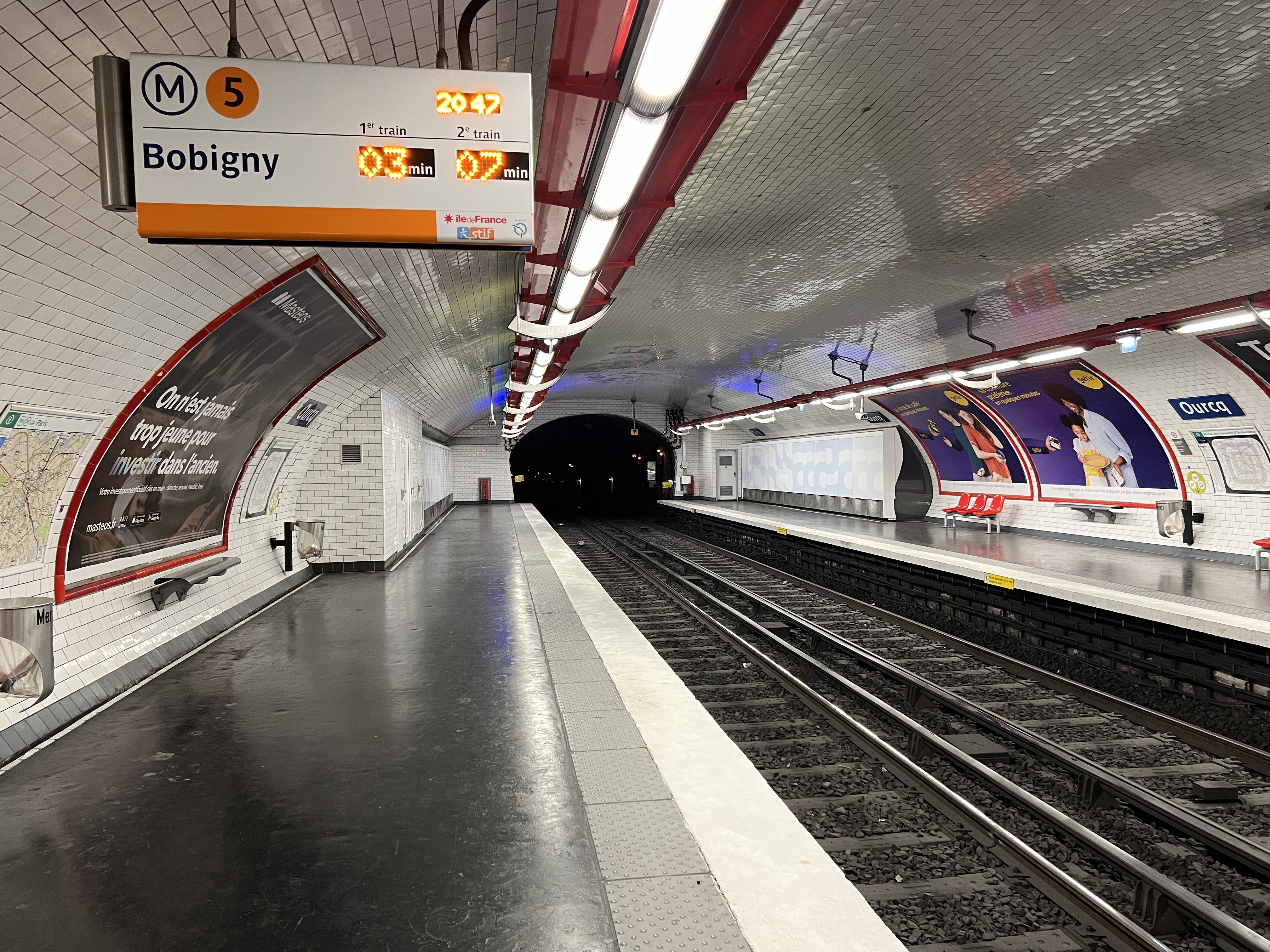
月台 (2022年6月)

## 車站結構
| 街道  |                    |                                  |
| B1    | 夾層               |                                  |
| 5號線 | 南行               | 往意大利廣場（羅米耶）           |
| 5號線 | 島式月台，左側開門 |                                  |
| 5號線 | 北行               | 往博比尼-巴勃羅·畢卡索（龐丹門） |